# Waschhaus (Bouray-sur-Juine)

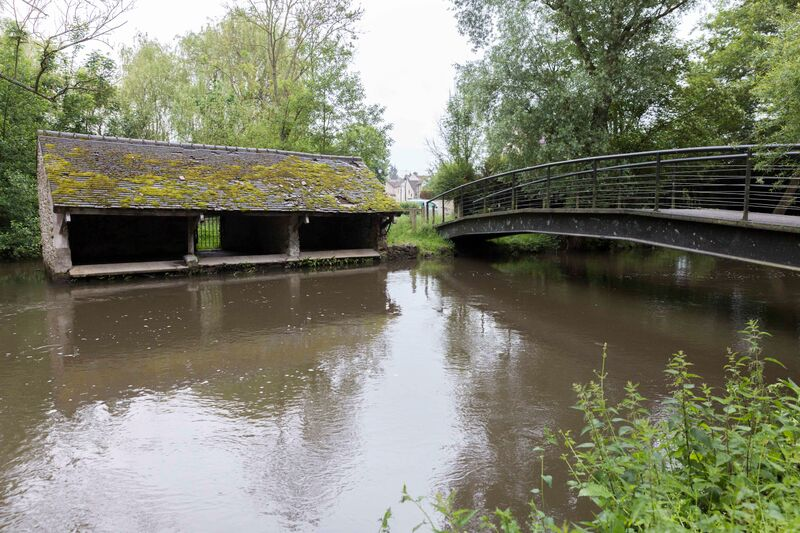
Waschhaus in Bouray-sur-Juine

Das Waschhaus (französisch lavoir) in Bouray-sur-Juine, einer französischen Gemeinde im Département Essonne in der Region Île-de-France, wurde in der Mitte des 19. Jahrhunderts errichtet.  
Das öffentliche Waschhaus in der Nähe der Rue Damalouise, direkt neben einer Fußgängerbrücke über den Fluss Juine, ist das einzige erhaltene Waschhaus auf dem Gemeindegebiet. Das Gebäude aus Bruchsteinmauerwerk wird von einem Satteldach gedeckt.